# Erylus schmiederi
Erylus schmiederi is een sponzensoort uit de familie Geodiidae in de klasse gewone sponzen (Demospongiae).
De wetenschappelijke naam van de soort werd in 1996 gepubliceerd door Austin.